# Alphyn

Un alphyn héraldique

L'alphyn est un meuble rare, figurant une créature issue de la mythologie germanique, utilisé quasiment uniquement en héraldique anglaise. Il ressemble beaucoup au tigre héraldique, mais il est plus trapu et son corps est recouvert de touffes de poils. Il possède également une crinière épaisse et une longue langue fine. Une autre caractéristique notable est sa queue nouée, qui rappelle les motifs celtiques et qui est similaire à celle du griffon. Ses pattes antérieures sont parfois ornées de serres d'aigle ou de dragon, d'autres fois elles sont fourchues, comme celles d'une chèvre. Parfois, les quatre pattes sont représentées avec les griffes d'un lion. Dans l'héraldique anglaise, l'alphyn a été utilisé comme insigne héraldique des Lords de la Warr, et figurait également sur le guidon tenu par le chevalier dans la tapisserie de Milleflour, dans le Somerset.
Le mot alphyn a été précédemment identifié avec le mot moyen anglais alfin, qui se réfère au fou aux échecs et vient finalement de l'arabe الْفِيل al-fīl, qui signifie l'éléphant, car le fou était autrefois représenté par une pièce en forme d'éléphant. Cependant, Williams (1989) affirme que l'alphyn ne ressemble pas du tout à un éléphant et que les éléphants eux-mêmes ne sont pas rares dans l'héraldique. Williams suggère plutôt qu'en tant qu'animal hybride, l'alphyn est apparenté à l'enfield héraldique et provient en fin de compte du mythique onchú irlandais .

## Voir également
- Attitude (héraldique)
- Charge (héraldique)
- Histoire de l'Angleterre